# 75-мм пушка Канэ
75-мм пушка Канэ — корабельное орудие калибра 75 мм, разработанное французским конструктором Густавом Канэ. Строилось по французской лицензии в России и состояло на вооружении флотов России с 1892 по 1920 годы. Всего было выпущено 799 орудий этого типа (248 на Мотовилихинских заводах в Перми и 551 на Обуховском сталелитейном заводе).

## Конструкция
Пушка состояла из ствола, скреплённого кожухом и добавочным кольцом, и поршневого затвора. Длина ствола 3750 мм, или 50 калибров, длина трубы 3616 мм, или 48 клб, длина нарезной части 2943,5 мм. Орудие имело переменную крутизну нарезов (у дула 30 клб). Число нарезов 18, глубина 0,6 мм, масса замка 25 кг. Масса ствола с замком составлял 880—901 кг.
До 1905 года пушка имела только бронебойные снаряды массой 4,9 кг,  или содержащие 0,05 кг пироксилина или стальные болванки.
С 1905 года в боекомплект была включена пулевая шрапнель массой 4,9 кг, содержащая 184 пули по 10,6 г.
С 1907 года боекомплект пополнился фугасными снарядами массой 4,9 кг, содержавшими 0,52 кг тротила и имевшими взрыватель МР.

## История

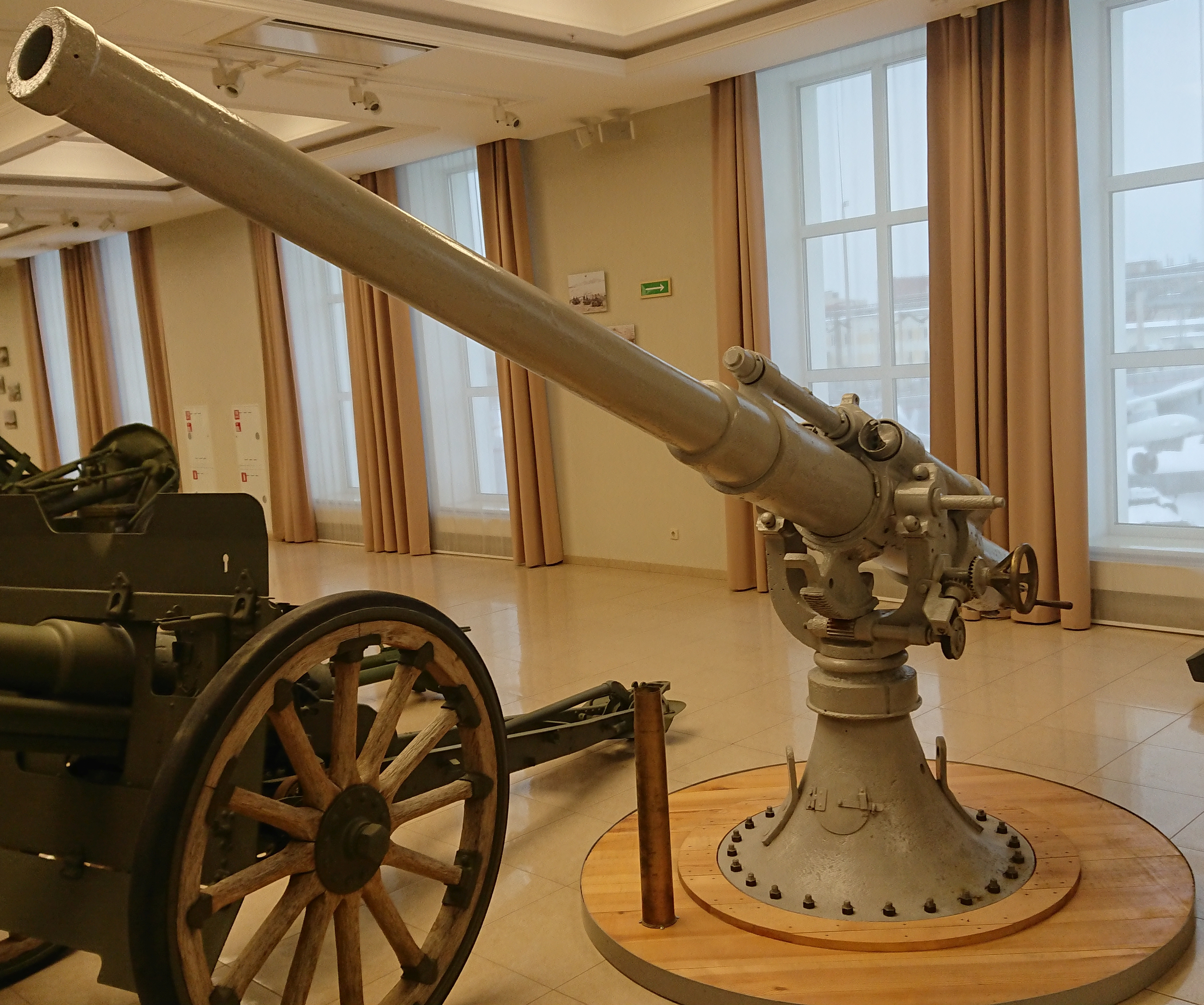
75-мм пушка Канэ

Основным назначением 75-мм пушки Канэ первично была борьба с миноносцами, торпедными канонерками и минными крейсерами, защищая от их торпедных атак крупные корабли. По замыслу, скорострельность пушки должна была обеспечить поражения цели. Огонь должен был вестись бронебойными снарядами для того чтобы пробить борт, угольный бункер и вывести из строя ходовую машину атакующего торпедного корабля.
Фугасные снаряды для 75-мм пушки начали производить только в десятых годах двадцатого столетия. С повышением роли авиации был внедрён зенитный вариант пушки с большим углом подъёма.
75/50-мм пушка серийно изготавливалась на Обуховском и Пермском заводах. Обуховский завод к 1 мая 1901 года сдал 234 пушки. С 1 августа 1909 по 1 января 1917 года — 268 пушек. В 1917 году — 19 шт., в 1918-м — 0, в 1919-м — 10 шт., в 1920-м — 10 шт. и в 1921-м — 10 шт. Пермский завод в 1900—1907 годах сдал около 70 орудий. Затем производство приостановили до 1914 года. В 1914—1916 годах завод поставил 103 орудия, о периоде с 1917 по 1920 год данных нет, в 1920 году — 30, в 1921 году — 23, в 1922 году — 22 орудия. В дальнейшем выпуск их на заводе был прекращён.
Пушка активно применялась в русско-японской войне как «противоминная» и вспомогательная для артиллерии среднего калибра. Также она была орудием главного калибра на крупных эскадренных миноносцах и минных крейсерах. Опыт войны показал недостаточную мощь 75-мм орудий, в результате чего противоминный калибр новых кораблей начал расти до 120—130 мм, эсминцы типа «Охотник» были перевооружены на 2 102-мм орудиями, а главным калибром эсминцев типа «Новик» стали уже 3-4 (у эсминцев типа «Изяслав» 5) 102-мм пушки.
30 ед. 75-мм пушек Кане с 1915 года переделали в зенитные орудия с углом возвышения 70°. Для этого приняли решение переделать в зенитные орудия 75/50-мм установки Меллера. Выбор был не случаен, все остальные станки имели пружинный накатник, крайне неудобный для зенитной стрельбы. Тело орудия повернули на 180° вокруг своей оси (противооткатные устройства оказались над стволом). Первые переделанные зенитные станки сдали уже осенью 1914 года. К июлю 1916 года было заказано и изготовлено 80 зенитных установок на станках Меллера с углом ВН +50°. Впоследствии он был доведён до 70°, а потом и до 75 град. В таком виде 75-мм/50 орудия Канэ «образца 928 года» служили в советском флоте даже и в начале 30-х годов. Из них 40 отправлено на Балтийский флот, 19 на Черноморский флот, а 12 установок передано Сухопутному ведомству. По баллистическим данным 75/50-мм зенитная пушка превосходила 76-мм пушку Лендера.
В дальнейшем 75-мм пушка Кане использовалась как зенитная (30 орудий в армии, некоторое количество в зенитном варианте на кораблях), а также на мобилизованных кораблях(сторожевики, тральщики, канонерки), противодесантных и противокатерных береговых батареях. К 22 июня 1941 года на вооружении РККФ ещё оставались 69 орудий 75/50 системы Канэ (Балтийский флот — 6 орудий, Черноморский флот — 22 орудия, Северный флот — 2 орудия, Тихоокеанский флот — 5 орудий), они в основном входили в состав береговых батарей. На некоторых кораблях ВМФ СССР (в основном, мобилизованных) в Великую Отечественную войну стояли эти пушки. В Финляндии эти пушки стояли на вооружении береговых батарей до середины XX века.

## Музейные экспонаты
- Музейный комплекс УГМК, г. Верхняя Пышма, Свердловская область.